# Fred Agabashian
Levon "Fred" Agabashian (21 de agosto de 1913 - 13 de octubre de 1989) fue un piloto automovilístico estadounidense de carreras de coches midget, Indy y de Fórmula 1. En Indianápolis 1952 consiguió la pole con el Cummins Diesel Special, la única vez que un coche con motor diésel ha sido el más rápido en la calificación de las 500 Millas en el circuito de Indiana.

## Carrera

### Coches de carreras midget
Agabashian compitió en su primera carrera de midgets en su adolescencia. Logró su primer campeonato en la Asociación de Carreras del Norte de California de 1937 contra pilotos como Duane Carter, Lynn Deister y Paul Swedberg. También se impuso en el campeonato BCRA de 1946 para la escudería de Jack London, y en los campeonatos BCRA de 1947 y 1948 para el equipo de George Bignotti.

### Indianápolis
Se clasificó para sus primeras 500 Millas de Indianápolis en 1947 y terminó noveno. Participó en las siguientes diez ediciones con un mejor resultado de un 4º puesto en 1953, en un día de carrera extremadamente caluroso en el que fue relevado por Paul Russo. Se clasificó en la pole en 1952 con el Cummins Diesel Special, el primer coche de carreras Indy con turbocompresor, pero abandonó después de 71 vueltas.
Ganó en 1949 una carrera de campeonato, una prueba de 100 millas en el recinto ferial de Sacramento (California).
Se retiró del deporte después de no clasificarse para Indianápolis en 1958.

## Locutor
Después de su retirada, Agabashian participó como comentarista en la Indianapolis Motor Speedway Radio Network entre 1959 y 1965, y nuevamente de 1973 a 1977.

## Muerte
Murió el 13 de octubre de 1989 en Álamo (California), donde fue incinerado.

## Reconocimiento
- Agabashian fue incluido en el Salón de la Fama del National Midget Auto Racing, y en 2005, en el Salón de la Fama del Circuito de Indianápolis.

## Resultados

### USAC
(Clave) (Las carreras en negrita indican la pole position)
| Año  | Equipo                 | 1       | 2        | 3      | 4       | 5     | 6      | 7     | 8       | 9     | 10    | 11  | 12     | 13    | 14     | 15     | Clasif | Puntos |
| ---- | ---------------------- | ------- | -------- | ------ | ------- | ----- | ------ | ----- | ------- | ----- | ----- | --- | ------ | ----- | ------ | ------ | ------ | ------ |
| 1947 | Ross Page Offenhauser  | INDY 9  | MIL      | LAN    | ATL     | BAI   | MIL    | GOS   | MIL     | PIK   | SPR   | ARL |        |       |        |        | 24     | 200    |
| 1948 | Ross Page              | ARL     | INDY 23  | MIL    | LAN     | MIL   | SPR    | MIL   | DUQ     | ATL   | PIK   | SPR | DUQ    |       |        |        | N/A    | 0      |
| 1949 | J.C. Agajanian         | ARL     | INDY 27  | MIL    | TRE     | SPR   | MIL    | DQSF  | PIK     | SYR   | DET   | SPR | LAN    | SAC 1 | DMR    |        | 24     | 200    |
| 1950 | Kurtis Kraft           | INDY 28 | MIL 8    | LAN 6  | SPR 8   | MIL 8 | PIK    | SYR 6 | DET DNQ | SPR 4 | SAC 5 | PHX | BAY 13 | DAR   |        |        | 14     | 532.5  |
| 1951 | J.C. Agajanian         | INDY 17 | MIL DNS  | LAN 6  | DAR DNQ | SPR   | MIL    | DUQ   | DUQ     | PIK   | SYR   | DET | DNC 6  | SJS 6 | PHX 17 | BAY 12 | 25     | 278.2  |
| 1952 | J.C. Agajanian         | INDY 27 | MIL      | RAL    | SPR     | MIL 9 | DET    | DQSF  | PIK     | SYR   | DNC   | SJS | PHX    |       |        |        | 35     | 80     |
| 1953 | Grancor Auto           | INDY 4  | MIL      | SPR    | DET     | SPR   | MIL    | DQSF  | PIK     | SYR   | ISF   | SAC | PHX    |       |        |        | 19     | 315    |
| 1954 | Bardahl Racing         | INDY 6  | MIL      | LAN    | DAR     | SPR   | MIL 10 | DQSF  | PIK     | SYR   | ISF   | SAC | PHX    | LVG   |        |        | 14     | 460    |
| 1955 | Federal Engineering    | INDY 32 | MIL      | LAN    | SPR     | MIL   | DQSF   | PIK   | SYR     | ISF   | SAC   | PHX |        |       |        |        | N/A    | 0      |
| 1956 | Federal Engineering    | INDY 12 | MIL      | LAN    | DAR     | ATL   | SPR    | MIL   | DQSF    | SYR   | ISF   | SAC | PHX    |       |        |        | 32     | 50     |
| 1957 | George Bignotti Racing | 1957 22 | LAN      | MIL 17 | DET     | ATL   | SPR    | MIL   | DQSF    | SYR   | ISF   | TRE | SAC    | PHX   |        |        | N/A    | 0      |
| 1958 | Ciudad de Memphis      | TRE     | INDY DNQ | MIL    | LAN     | ATL   | SPR    | MIL   | DQSF    | SYR   | ISF   | TRE | SAC    | PHX   |        |        | N/A    | 0      |

### Resultados en las 500 Millas de Indianápolis
| Año     | Coche   | Salida  | Calif   | Posic   | Final   | Vueltas | Líder | Retirado               |
| ------- | ------- | ------- | ------- | ------- | ------- | ------- | ----- | ---------------------- |
| 1947    | 41      | 23      | 121.478 | 13      | 9       | 191     | 0     | Bandera                |
| 1948    | 26      | 32      | 122.737 | 28      | 23      | 58      | 0     | Pérdida aceite         |
| 1949    | 15      | 31      | 127.007 | 25      | 27      | 38      | 0     | Sobrecalentamiento     |
| 1950    | 28      | 2       | 132.792 | 3       | 28      | 64      | 0     | Pérdida aceite         |
| 1951    | 59      | 11      | 135.029 | 6       | 17      | 109     | 0     | Embrague               |
| 1952    | 28      | 1       | 138.010 | 3       | 27      | 71      | 0     | Toma de aire obstruida |
| 1953    | 59      | 2       | 137.546 | 4       | 4       | 200     | 1     | Carrera                |
| 1954    | 77      | 24      | 137.746 | 30      | 6       | 200     | 0     | Carrera                |
| 1955    | 14      | 4       | 141.933 | 2       | 32      | 39      | 0     | Spun T2                |
| 1956    | 42      | 7       | 144.069 | 8       | 12      | 196     | 0     | Bandera                |
| 1957    | 14      | 4       | 142.557 | 8       | 22      | 107     | 0     | Falta de carburante    |
| Totales | Totales | Totales | Totales | Totales | Totales | 1273    | 1     |                        |

| Salidas   | 11 |
| Poles     | 1  |
| 1ª Fila   | 3  |
| Victorias | 0  |
| Top 5     | 1  |
| Top 10    | 3  |
| Retirado  | 7  |

## Resultados

### Fórmula 1
(Clave) (negrita indica pole position) (cursiva indica vuelta rápida)

| 1950    | Indianapolis Race Cars       | GBR | MON    | 500 25 | SUI     | BEL | FRA | ITA |     |     |     |     | NC | 0   |
| 1951    | Granatelli-Bardahl/Grancor   | SUI | 500 17 | BEL    | FRA     | GBR | GER | ITA | ESP |     |     |     | NC | 0   |
| 1952    | Cummins Diesel               | SUI | 500 27 | BEL    | FRA     | GBR | GER | NED | ITA |     |     |     | NC | 0   |
| 1953    | Grancor-Elgin Piston Pin     | ARG | 500 4  | NED    | BEL     | FRA | GBR | GER | SUI | ITA |     |     | 18 | 1.5 |
| 1954    | Merz Engineering/Milt Marion | ARG | 500 6  | BEL    | FRA     | GBR | GER | SUI | ITA | ESP |     |     | NC | 0   |
| 1955    | Federal Engineering          | ARG | MON    | 500 32 | BEL     | NED | GBR | ITA |     |     |     |     | NC | 0   |
| 1956    | Federal Engineering          | ARG | MON    | 500 12 | BEL     | FRA | GBR | GER | ITA |     |     |     | NC | 0   |
| 1957    | Bowes Seal Fast/Bignotti     | ARG | MON    | 500 22 | FRA     | GBR | GER | PES | ITA |     |     |     | NC | 0   |
| 1958    | Ciudad de Memphis            | ARG | MON    | NED    | 500 DNQ | BEL | FRA | GBR | GER | POR | ITA | MOR | NC | 0   |
| Fuente: |                              |     |        |        |         |     |     |     |     |     |     |     |    |     |